# Rubén Pardo
Rubén Pardo Gutiérrez né le 22 octobre 1992 à Rincón de Soto, en Espagne, est un footballeur espagnol jouant au poste de milieu de terrain relayeur à l'Aris Salonique.

## Biographie

### Formation et début de carrière
Rubén Pardo est originaire de Rincón de Soto. Il est recruté par la Real Sociedad à l'âge de 12 ans, alors qu'il évolue dans le club de sa ville natale, le CA River Ebro.
En 2010, à 18 ans et alors qu'il évolue avec la Real Sociedad B, en Segunda División B (équivalent de la troisième division), il est considéré comme un grand espoir du football espagnol. 
À l'aube de saison 2011-2012, Rubén Pardo intègre l'équipe première du club, qui évolue en Liga.
Le Real Madrid tente alors de le recruter en formulant une offre concrète à la Real Sociedad. Cependant, son club formateur refuse de le vendre et décline l'offre.

### Real Sociedad
Le 29 octobre 2011, il fait ses débuts en professionnel avec la Real Sociedad lors d'un match de première division du championnat d'Espagne contre le Real Madrid, au Stade d'Anoeta.
Le 20 août 2013, il fait ses débuts en Ligue des champions au stade de Gerland, contre l'Olympique lyonnais, lors d'une victoire 2 à 0 de la Real Sociedad.
Lors de la saison 2013-2014, Rubén Pardo devient un cadre important de la Real Sociedad et va enfin connaître le feu des projecteurs en profitant du départ d'Illarramendi pour le Real Madrid. Auteur d'une saison éblouissante, Rubén Pardo éclate au grand jour et montre son énorme potentiel.

### Girondins de Bordeaux
Le 31 janvier 2020, Rubén Pardo signe un contrat de deux ans et demi avec les Girondins de Bordeaux. Il s'engage gratuitement avec le club bordelais jusqu'en juin 2022.
Il inscrit son premier but sous les couleurs de Bordeaux le 23 février 2020 lors d'une défaite en championnat 4-3 contre le Paris Saint-Germain.
Avant le confinement, Pardo apparaît à six reprises pour une seule titularisation. Malgré une préparation estivale remarquée, il fait les frais du changement d'entraîneur après le départ de Paulo Sousa, qui l'avait recruté. Le nouveau coach des Girondins, Jean-Louis Gasset, ne compte effectivement pas sur lui pour la suite de la saison.
Le 28 septembre 2020, Pardo est prêté une saison au CD Leganés, club relégué en Segunda División. En cas de montée en Liga, l'option d'achat comprise entre 3 et 4 millions d'euros sera automatiquement activée.

### Sélection nationale
Rubén Pardo est sélectionné dans toutes les catégories de jeunes des équipes nationales d'Espagne de football.
En 2011, aux côtés des Álvaro Morata, Pablo Sarabia, Paco Alcácer, et Gerard Deulofeu, il fait partie de l'équipe d'Espagne championne d'Europe des nations lors de l'Euro 2011 des moins de 19 ans. Rubén Pardo est un titulaire indiscutable tout au long de la compétition, et il dispute l'intégralité de la finale, remportée 2-0 par l'équipe d'Espagne contre la République tchèque.

## Palmarès
- Espagne -19 ans
  - Vainqueur du Championnat d'Europe des moins de 19 ans en 2011.

## Statistiques
Ce tableau résume les statistiques en carrière de joueur de Rubén Pardo,.
| Saison                | Club                  | Championnat           | Championnat | Championnat | Championnat | Coupe nationale | Coupe nationale | Coupe nationale | Coupe de la Ligue | Coupe de la Ligue | Coupe de la Ligue | Supercoupe | Supercoupe | Supercoupe | Compétition(s) continentale(s) | Compétition(s) continentale(s) | Compétition(s) continentale(s) | Compétition(s) continentale(s) | Total | Total | Total |
| Saison                | Club                  | Division              | M.          | B.          | P.d.        | M.              | B.              | P.d.            | M.                | B.                | P.d.              | M.         | B.         | P.d.       | Comp.                          | M.                             | B.                             | P.d.                           | M.    | B.    | P.d.  |
| 2010-2011             | Real Sociedad B       | 2ªB                   | 21          | 0           | -           | -               | -               | -               | -                 | -                 | -                 | -          | -          | -          | -                              | -                              | -                              | -                              | 21    | 0     | 0     |
| 2011-2012             | Real Sociedad B       | 2ªB                   | 16          | 0           | -           | -               | -               | -               | -                 | -                 | -                 | -          | -          | -          | -                              | -                              | -                              | -                              | 16    | 0     | 0     |
| Sous-total            | Sous-total            | Sous-total            | 37          | 0           | -           | -               | -               | -               | -                 | -                 | -                 | -          | -          | -          | -                              | -                              | -                              | -                              | 37    | 0     | 0     |
| 2011-2012             | Real Sociedad         | Liga                  | 15          | 1           | 0           | 2               | 0               | 1               | -                 | -                 | -                 | -          | -          | -          | -                              | -                              | -                              | -                              | 17    | 1     | 1     |
| 2012-2013             | Real Sociedad         | Liga                  | 25          | 0           | 4           | 2               | 0               | 1               | -                 | -                 | -                 | -          | -          | -          | -                              | -                              | -                              | -                              | 27    | 0     | 5     |
| 2013-2014             | Real Sociedad         | Liga                  | 35          | 3           | 8           | 3               | 0               | 0               | -                 | -                 | -                 | -          | -          | -          | C1                             | 6                              | 0                              | 0                              | 44    | 3     | 8     |
| 2014-2015             | Real Sociedad         | Liga                  | 28          | 1           | 6           | 4               | 0               | 0               | -                 | -                 | -                 | -          | -          | -          | C3                             | 4                              | 0                              | 1                              | 36    | 1     | 7     |
| 2015-2016             | Real Sociedad         | Liga                  | 28          | 0           | 7           | 2               | 0               | 0               | -                 | -                 | -                 | -          | -          | -          | -                              | -                              | -                              | -                              | 30    | 0     | 7     |
| 2016-2017             | Real Sociedad         | Liga                  | 3           | 0           | 0           | 1               | 0               | 0               | -                 | -                 | -                 | -          | -          | -          | -                              | -                              | -                              | -                              | 4     | 0     | 0     |
| 2017-2018             | Real Sociedad         | Liga                  | 6           | 0           | 1           | 2               | 0               | 0               | -                 | -                 | -                 | -          | -          | -          | C3                             | 2                              | 0                              | 0                              | 10    | 0     | 1     |
| 2018-2019             | Real Sociedad         | Liga                  | 24          | 1           | 2           | 1               | 1               | 0               | -                 | -                 | -                 | -          | -          | -          | -                              | -                              | -                              | -                              | 25    | 2     | 2     |
| Sous-total            | Sous-total            | Sous-total            | 164         | 6           | 28          | 18              | 1               | 2               | -                 | -                 | -                 | -          | -          | -          | -                              | 12                             | 0                              | 1                              | 194   | 7     | 31    |
| 2016-2017             | Betis Séville (prêt)  | Liga                  | 16          | 1           | 0           | -               | -               | -               | -                 | -                 | -                 | -          | -          | -          | -                              | -                              | -                              | -                              | 16    | 1     | 0     |
| Sous-total            | Sous-total            | Sous-total            | 16          | 1           | 0           | -               | -               | -               | -                 | -                 | -                 | -          | -          | -          | -                              | -                              | -                              | -                              | 16    | 1     | 0     |
| 2019-2020             | Girondins de Bordeaux | Ligue 1               | 6           | 1           | 0           | -               | -               | -               | -                 | -                 | -                 | -          | -          | -          | -                              | -                              | -                              | -                              | 6     | 1     | 0     |
| 2020-2021             | Girondins de Bordeaux | Ligue 1               | 2           | 0           | 0           | -               | -               | -               | -                 | -                 | -                 | -          | -          | -          | -                              | -                              | -                              | -                              | 2     | 0     | 0     |
| Sous-total            | Sous-total            | Sous-total            | 8           | 1           | 0           | -               | -               | -               | -                 | -                 | -                 | -          | -          | -          | -                              | -                              | -                              | -                              | 8     | 1     | 0     |
| 2020-2021             | CD Leganés (prêt)     | D2                    | 0           | 0           | 0           | 0               | 0               | 0               | -                 | -                 | -                 | -          | -          | -          | -                              | -                              | -                              | -                              | 0     | 0     | 0     |
| Sous-total            | Sous-total            | Sous-total            | 0           | 0           | 0           | 0               | 0               | 0               | -                 | -                 | -                 | -          | -          | -          | -                              | -                              | -                              | -                              | 0     | 0     | 0     |
| Total sur la carrière | Total sur la carrière | Total sur la carrière | 225         | 9           | 28          | 18              | 1               | 2               | -                 | -                 | -                 | -          | -          | -          | -                              | 12                             | 0                              | 1                              | 255   | 10    | 31    |